# غابة باش جراح
غابة باش جراح أو غابة النخيل هي غابة صغيرة في الجزائر تقع في باش جراح بولاية الجزائر، تدار من قبل هيئة المحافظة على الغابات في الجزائر العاصمة، تحت إشراف المديرية العامة للغابات.

## تاريخ
كانت الغابة تعاني من الإهمال منذ عام 1984، بسبب المباني العشوائية التي كانت تحيط بها. وفي عام 2012 عملت الحكومة على التخلص ونقل هذه العشوائيات الى مكان آخر، وفي عام 2015 تمكنت من الانتهاء منها.

## الموقع
تقع غابة باش جراح على بعد 18 كم شرق الجزائر العاصمة و70 كم شرق تيبازة و4 كم من البحر الأبيض المتوسط، تقع في بلدة عين طاية في سهل متيجة.